# كلية طب ابن سينا
كلية طب ابن سينا هي كلية من أهم كليات الطب في العراق تقع في قلب العاصمة بغداد تأسست عام 2011 لتكون إحدى روافد العلم في بغداد. وهي إحدى كليات الجامعة العراقية. تستقبل الكلية الطلبة والطالبات المتميزين وأصحاب المعدلات العالية من خريجي السادس العلمي في العراق والعالم.

## الفروع
تتكون الكلية من أحد عشرة فرعاً هي:-
1. فرع التشريح.
2. فرع الفسلجة.
3. فرع الكيمياء الطبية.
4. فرع الأمراض.
5. فرع الأدوية.
6. فرع الطب الباطني.
7. فرع الجراحة العامة.
8. فرع النسائية والتوليد.
9. فرع طب المجتمع.
10. فرع طب الأطفال.
11. فرع الأحياء المجهرية.

## وصلات خارجية
- الموقع الرسمي